# Amager
Amager ([ˈɑˌmɑˀ] ali, zlasti med starejšimi govorci, [ˈɑˌmɛˀɐ]) v Øresundu je najgosteje poseljen otok na Danskem z več kot 216.000 prebivalci (januar 2022). Zaščiteno naravno območje Naturpark Amager (vključno s Kalvebod Fælled) predstavlja več kot eno tretjino celotne površine otoka, ki meri 96 km².
Danska prestolnica, občina København, je delno na Amagerju in pokriva severni del otoka, ki je z veliko večjim otokom Zelandija povezan z osmimi mostovi in podzemnim tunelom. Amager ima tudi povezavo čez Øresund do Švedske, Øresundski most. Njegov zahodni del se začne s tunelom iz Amagerja do drugega danskega otoka, Peberholma. Letališče je na otoku, približno 7 km od središča Københavna.
Amager je največji otok v Øresundu in edini z veliko populacijo. Od leta 2021 je na otoku, vključno z njegovim severnim robom Christianshavn, živelo 212.661 ljudi. Severni del je vključen v občino København. Srednji del obsega občino Tårnby, občina Dragør pa se nahaja na jugovzhodnem delu otoka.
Večina zahodnega dela je zemljišče, ki je bilo odvzeto morju v letih 1930-1950. Ta razširitev, od plitvega preliva proti Zelandiji, je znana kot Kalveboderne. Širitev ni bila nikoli pozidana in njena tla so neprimerna za kmetijsko rabo. Vendar pa je območje med mestom Dragør in letališčem obdelano zemljišče visoke kakovosti. Amager so v preteklosti imenovali kuhinja Københavna. Na meji širitve je star bukov gozd Kongelunden (Kraljev gaj).

## Zgodovina
Amager je že dolgo poseljen in dobro izkoriščen zaradi svoje bogate zemlje in bližine Københavna. Leta 1521 je Kristijan II. povabil nekaj nizozemskih kmetov, naj se preselijo v Amager in gojijo zelenjavo za oskrbo danskega dvora in mesta. Ti kmetje so uživali določene privilegije, kot so lastna vlada in ustanove, kot so lastne šole in duhovniki. Zaradi tega in prepovedi mešanih zakonov so ohranili svoj lastni jezik, amagersko nizozemščino, ki so ga govorili do leta 1858. Na črkovanje in besedišče tega narečja je vplivala danščina, močnejši fonološki in slovnični vpliv pa je imela nizka nemščina zaradi pomena v trgovini v Baltskem morju in vpliv nizkonemško govoreče luteranske duhovščine.
Šele v poznem 19. stoletju se je København začel širiti na otok (Sundbyerne), leta 1902 pa so bila ta pozidana območja vključena v mesto.
Med drugo svetovno vojno so oblasti zaradi visoke brezposelnosti v Københavnu zahodno od otoka izsušile velik del morja in zgradile jez, ki je zadrževal vodo, s čimer so otoku dejansko dodali polovico prejšnjega območja Amagerja.
Zahtevano območje je trenutno znano kot Kalvebod Fælled in je bilo prvotno vojaško območje, danes pa je del velikega gradbenega območja, imenovanega Ørestad, ki velja za razširitev osrednjega Københavna. Na območju so glavni objekti, kot so:
- Bella Center, kongresni in razstavni center
- Field's, drugo največje nakupovalno središče v Skandinaviji
- Royal Arena, večnamenska notranja dvorana

Ta projekt je sprožila danska vlada.
Območje plaže na vzhodu otoka, znano kot Amager Strandpark, ki je propadalo od svoje ustanovitve v 1930-ih, je bilo obsežno prenovljeno med majem 2004 in avgustom 2005. 2 km dolg umetni otok je bil zgrajen tik ob kopnem, od katerega ga ločuje majhna laguna.
Do 1970-ih so Amager uporabljali kot mesto za odlaganje straniščnih odpadkov; to je vodilo v slengovski izraz za otok 'Lorteøen' (Otok sranja).

## Prednosti
Veliki deli Kalvebod Fælled so bogati z naravo in imajo veliko pašnih krav in konjev. To območje omogoča prebivalcem Københavna, da doživijo naravo, ne da bi se odpravljali daleč od mesta.
Amager je tudi dom Amager Bio, kinematografa, koncertnega in kulturnega prizorišča. Tam so igrale vrhunske skupine zadnjih 40 let, tako tiste mednarodnega porekla (Prince, Alien Ant Farm, P.O.D, Aimee Mann, Uriah Heep, King Crimson, Cradle of Filth, John Mayall and the Bluesbreakers, Jethro Tull, The Moody Blues , MGMT, Nas, Andrew Bird) in iz Danske (D.A.D, Dodo and the Dodos, Johnny Deluxe, Big Fat Snake).
Amager Common (dansko Amager Fælled) je 223 ha velik naravni rezervat v severozahodnem Amagerju. Nekdanje vojaško območje je dom raznolike flore in favne; vključno z gozdovi, polji in višavskim govedom.
Kraljevi gaj (dansko Kongelunden) je velik hrastov gozd na južni strani Amagerja. Priljubljeno je za kolesarjenje, opazovanje ptic in jahanje.
Nacionalni akvarij Danske je vzhodno od Amagerja in je največji akvarij v severni Evropi.

## Izrazi z 'Amager'
- Amar! – zaklinjanje za nedolžnost, blaga prisega (pošten Injun! čez srce!)[7]
- Amagergarn – mercerizirana bombažna nit za vezenje, biserna preja, perle garn[8]
- Amagerbroderi (amagersko vezenje) je barvito ravno šivanje, znano na Amagerju[9]
- Amagersyning (Amager stitching) je nizozemsko navdahnjena tehnika vezenja[10]
- Amagerhylde – Amager polica, trikotna polica v obliki črke A za drobnarije[11]
- Amagermad – Amager sendvič, sestavljen iz ene rezine rženega in rezine belega kruha z maslom med njima in morda nadevom[12]
- Številčna tablica Amager (registrska tablica vozila Amager) je tetovaža spodnjega dela hrbta.